# Sandro Haick
Sandro Haick Thomaz, (28 de junho de 1971), é multi-instrumentista, arranjador, produtor musical, diretor musical, técnico de gravação e mixagem e compositor.

## Carreira
Aos 2 anos de idade ganhou sua primeira bateria, de seu pai o Netinho baterista do conjunto Os Incríveis e fundador do Casa das Máquinas, aos 12 anos participou do grupo infanto-juvenil Bom Bom, gravando pela CBS o hit “Vamos A La Playa”, participando de programas de rádio e TV, realizando shows por todo o Brasil. Posteriormente iniciou os estudos de guitarra e teoria musical, tendo aulas particulares com Mozart Mello por 1 ano, curso de percepção musical com Ricardo Brent na Universidade Livre de Música, e curso de harmonia musical com Cláudio Leal Ferreira. Durante 6 anos exercitou a prática dos dois instrumentos por bares e locais de São Paulo, onde se manteve tocando baixo elétrico seguido do baixo acústico.
Durante 4 anos se dedicou a esses instrumentos. Além de bateria, guitarra, baixo elétrico e acústico, também tocou violões de aço e nylon de 6 e 7 cordas, bandolim, percussões brasileiras em geral, escaleta, piano e teclados em geral.

## Trabalhos[4]
- Lecionou nos conservatórios: IGT (1987), Steps Ahead (1988), Souza Lima (1996 à 97), IGT (1998 à 99). Hoje dá aulas particulares e restritas em seu estúdio.
- Tem uma Vídeo-Aula de nome “Bateria Rock Fusion” lançada em 1992.
- Alguns eventos que participou: Prêmio Visa de Musica Instrumental de 2000 ao lado de Thiago Espírito Santo interpretando músicas de Hermeto Pascoal, Cascavel Jazz Festival no anos de 2000 e 2004, Savassi Festival Jazz e Lounge de Belo Horizonte em 2004, Duos Brasileiros no Teatro Cultura Inglesa em 2004, 1º Festival Instrumental de Guarulhos, vários Sescs em todo o Brasil, Duo Festival no Centro Cultural Vergueiro em 2004, 1°e 2° Encontro de Bateristas do Brasil no Sesc Pompéia, etc.
- Entre os trabalhos produzidos por Sandro Haick destacam-se o CD de Liv Moraes (filha de Dominguinhos) com participações de Dominguinhos, Guadalupe (cantora) e Chico Buarque de Hollanda, e o CD de Dominguinhos “Conterrâneos” que ganhou o Prêmio Tim 2007 como melhor cantor regional e concorreu ao Grammy Latino 2007 como melhor cd de música regional.
- Sandro Haick é endorser exclusivo de várias marcas famosas de instrumentos.
- Lançou em 2007 seu primeiro cd solo Sandro Haick “Caminhando”[5] pela Gravadora Eldorado[desambiguação necessária] (com participações de vários convidados, dentre eles: Dominguinhos, Guadalupe, Filó Machado, Arismar Espírito Santo, Thiago Espírito Santo, Nailor Proveta, Nenê, Léa Freire, Sílvia Góes, Vinícius Dorin, Daniel D’Alcântara, Pepe Cisneros, Cuca Teixeira, Alex Buck, Edú Ribeiro, Fábio Torres, Bruno Cardozo, Amon-Rá Lima, Serginho Machado, Renato Loyola, Michel Leme, entre outros).
- Em 2009 lançou o cd gravado em Recife Sandro Haick e Luciano Mango Duo Viva Dominguinhos - Só músicas do mestre! (com participações de Dominguinhos, Guadalupe, Heraldo do Monte e Maestro Spok), e o primeiro DVD de Dominguinhos, produzido por Sandro Haick, com participações de Elba Ramalho, Renato Teixeira, Guadalupe, Liv Moraes, Cezinha, Jorge de Altinho e Waldonys, será lançado pela Globo Nordeste.
- Atua também como produtor musical no ramo de publicidade, com a produtora Na Glória, fazendo trilhas e jingles para várias empresas como: Skol, Unibanco, Claro, O Boticário, Nike, Fiat, Volkswagen, Sky, Gol, Unimed, ESPN, O Globo, Pirelli, Ford, Diário SP, GM, Omo, Havaianas, Bradesco e Buchanan`s.
- Em 2010 sairá mais um DVD e CD de Dominguinhos, “Iluminado Dominguinhos” que foi gravado no Rio de Janeiro no Teatro da Caixa Cultural, Sandro tocou e fez a Direção Musical, tem as participações de Cezinha, Adelson Viana, Gilson Peranzzetta, Wagner Tiso, Arthur Maia, Yamandu Costa, Waldonys, Gilberto Gil e Elba Ramalho.

## Discografia[4]
- Sandro Haick e Luciano Magno  “Viva Dominguinhos”  2009
- Sandro Haick e Grupo  “DVD Line 6 Spyder 3”  2008
- Sandro Haick “Caminhando” Gravadora Eldorado 2007 (Artista e Produtor)
- Sandro Haick/Cuca Teixeira/Pepe Rodriguez “Mr. Motaba” Pride Records 1997
- Os Incríveis “40 Anos de Jovem Guarda CD e DVD Vários” Atração Music 2005
- Os Incríveis Ao Vivo Warner Music 2001 (Artista e Produtor)
- VPA “Valdeci e os Pedreiros Atômicos”  Independente 1993
- Bom Bom  “Bom Bom” CBS Music 1985
- Bom Bom “Vamos a la Playa”  CBS Music 1984
- Netinho  “Amor e Caridade”  Independente 1982
- Netinho  “Netinho”  RCA Victor 1979
- Dominguinhos “Ao Vivo no Teatro Fecap” 2010 (a ser lançado)
- Dominguinhos “DVD O Iluminado” 2010 (Diretor Musical) (a ser lançado)
- Leo Jaime Todo Amor Sony Music 1995
- Dominguinhos “DVD em Fazenda Nova” 2009 (Produtor)
- Dominguinhos “Conterrâneos”  Gravadora Eldorado 2006 (Produtor)
- Liv Moraes  “Liv Moraes”  Gravadora Eldorado 2006 (Produtor)
- Cesinha  “Convidando a Transbordar” 2009 (Produtor)
- Jovem Guarda “30 Anos de Jovem Guarda Ao Vivo CD Duplo” Indie Records 1996 (Produtor)
- A Criança e o Futuro “Deus Abençôe as Crianças “ (Vários: Fabio Jr, Elba Ramalho, Sergio Reis,           Dominguinhos, Os Incriveis,  Jane Duboc, Ronnie Von, Wanderléia, Guilherme Arantes, Tinoco, Jair Rodrigues, Luciana Mello, Jair Oliveira, Pedro Mariano) Independente 2002  (Produtor)
- Rossa Nova  “Rossa Nova”  Circuito Musical  2006 (Produtor)
- Tomati  “Lords Children”  HMP Editora CD e Revista 2005 (Co-Produtor)
- Mayck e Lyan Ao Vivo CD e DVD EMI Records e Luar Music 2007 (Produtor)
- Diego e Diogo Ao Vivo CD e DVD  2008 (Produtor)
- Diego e Diogo “Diego e Diogo”  Atração Music 2003 (Produtor)
- Diego Torres e Tiago “Diego Torres e Tiago” 2009 (Produtor)
- Amanajé  “Amanajé”  Tratore  2005 (Produtor)
- Maurício Mattar “Agente Nunca Esquece” Sony Music 1998 (Produtor)
- Maurício Mattar “Louca Paixão” Abertura e CD da Novela TV Record 1999 (Produtor)
- Maurício Mattar “Coração Partido” 2009 (Produtor)
- Faiska “Nevoeiro”  Aqualung Records 1987 (Produtor)
- Grupo Alpha G2  Independente 2007 (Produtor)
- Alex Buck “Irmãos de Som” 2008  (Músico)
- Thiago Espírito Santo “Thiago Espírito Santo”  Maritaca  2005  (Músico)
- Alex Buck  “Luz da Lua”  Maritaca  2005   (Músico)
- Edu Letti “Sete Fontes”  Tratore  2003 (Músico)
- Enéias Xavier  “Jamba” Independente  2004 (Músico)
- Souza Lima “Fifteen”  Independente 2002 (Músico)
- Souza Lima “Souza Lima”  Independente  2003 (Músico)
- Tomati  “Tomati”  Lua Nova Records  2000  (Músico)
- Rodrigo Ferrari Nunes  “Bias Project” Independente 2005 (Músico)
- Marcinho Eiras  “Project”  Independente  2000  (Músico)
- Projeto Guitar Independente  2004  (Músico)
- Sallaberry  “Samba Song e Friends”  Tratore  2004  (Músico)
- Sallaberry  “Bossa Soft”  Tratore  2007  (Músico)
- Fábio Júnior   “ Fabio Jr. e Elas “  DVD Tv Record  2008  (Músico)
- Fuba de Taperoâ  “Fuba de Taperoâ  Independente 2006  (Músico)
- Trio Chamego  “Novinho em Folha”  Independente 2006  (Músico)
- Miltinho Edilberto “Miltinho Edilberto” BMG 2001  (Músico)
- Jovens Talentos Raul Gil CD e DVD Ao Vivo BMG e Luar 2005 (Músico)
- Caio Mesquita  “Ao Vivo”  CD e DVD BMG e Luar Company 2006 (Músico)
- Deborah Blando  “Deborah Blando”  Sony Music  1993 (Músico)
- Sylvinha Araújo  “Kinema”  Number One Records  1991  (Músico)
- Sidney Carvalho  “Riding Over the Edge”  Independente  2000  (Músico)
- Fábio Indio Amaral Independente  1994  (Músico)
- Chico Oliveira  “Chico Oliveira”  Independente  2004 (Músico)
- Manito  “Manito”   RGE  1996  (Músico)
- Denis Mandarino “Tributo” - Volume 1 - 2005 e Volume 2 - 2012 (Músico) [6]
- Denis Mandarino “A Sociedade do Rei e o Xadrez” 2006 (Músico)[6]
- Denis Mandarino “Musa (álbum)” e “Instrumental” 2007 (Músico)[6]